# FIFA Puskás Award 2015
Il FIFA Puskás Award 2015, settima edizione del premio per il gol ritenuto più bello dell'anno, è stato vinto da Wendell Lira per la rete segnata con la maglia del Goianésia contro l'Atl. Goianiense nel Campionato Goiano 2015. Il giocatore brasiliano ha ricevuto oltre il 46% dei voti espressi nella seconda fase del sondaggio, a cui hanno partecipato i tre calciatori più votati nella prima fase.

## Classifica
| Pos.             | Giocatore           | Squadra        | Avversario          | Risultato | Competizione                                            | Percentuale |
| ---------------- | ------------------- | -------------- | ------------------- | --------- | ------------------------------------------------------- | ----------- |
| 1                | Wendell Lira        | Goianésia      | Atl. Goianiense     | 1–0       | Campionato Goiano 2015                                  | 46,7%       |
| 2                | Lionel Messi        | Barcellona     | Athletic Bilbao     | 1–0       | Finale della Coppa del Re 2014-2015                     | 33,3%       |
| 3                | Alessandro Florenzi | Roma           | Barcellona          | 1–1       | Fase a gironi della Champions League 2015-2016          | 7,1%        |
| Non classificati | Carli Lloyd         | Stati Uniti    | Giappone            | 4–0       | Finale del Campionato mondiale femminile di calcio 2015 |             |
| Non classificati | Philippe Mexès      | Milan          | Inter               | 1–0       | International Champions Cup 2015                        |             |
| Non classificati | Carlos Tévez        | Juventus       | Parma               | 4–0       | Serie A 2014-2015                                       |             |
| Non classificati | Gonzalo Castro      | Real Sociedad  | Deportivo La Coruña | 2–1       | Primera División 2014-2015                              |             |
| Non classificati | Marcel Ndjeng       | Paderborn      | Bolton              | 3–1       | Amichevole                                              |             |
| Non classificati | Esteban Ramírez     | Herediano      | Saprissa            | 3–1       | Primera División 2014-2015                              |             |
| Non classificati | David Ball          | Fleetwood Town | Preston N.E.        | 2–2       | Football League One 2014-2015                           |             |